# Trémelle déliquescente
Dacrymyces stillatus
Espèce
La Trémelle déliquescente ou Protoclavaire déliquescente, Dacrymyces stillatus, est une espèce de champignons lignicoles saprophytes que l'on trouve sur les souches et le bois mort. On la reconnaît aux petites boules gélatineuses de 3-5 mm de diamètre, d'une couleur allant de jaune, ocre à orange foncé selon l'âge du champignon. Le pied est très court (1 à 3 mm) 
Cette espèce est très proche de Dacrymyces microsporus. Elle est non comestible.